# Pfarrbezirksschlüssel
Der Begriff Pfarrbezirksschlüssel oder kirchliches Regionalobjekt (KRO) stammt aus dem evangelischen kirchlichen Meldewesen und bezeichnet als Identifikationsnummer eine kirchliche Verwaltungseinheit. Eine kirchliche Verwaltungseinheit kann z. B. eine Kirchengemeinde oder ein Pfarrbezirk innerhalb einer Kirchengemeinde sein.

## Verbreitung
Alle Landeskirchen haben bundesweit die entsprechenden KRO. Diese sind aber in Aufbau und Struktur bis jetzt im Bereich der Evangelischen Kirche in Deutschland (EKD) noch nicht einheitlich. Auslandsgemeinden sind nicht in das System der KRO integriert. Das System implementiert keine Gebäude.

## Anwendung
Seine Anwendung findet der Pfarrbezirksschlüssel bspw. als eindeutiger Identifikator einer Kirchengemeinde im Falle einer Umgemeindung über landeskirchliche Grenzen hinweg.

## Aufbau des Pfarrbezirksschlüssels
Der Pfarrbezirksschlüssel (= KRO, kirchliches Regionalobjekt) ist bundesweit wie folgt aufgebaut, wobei die Stellen unterschiedlich belegt sind bzw. entfallen:
| Stelle | Bedeutung                                                       | Pflichtfeld |
| ------ | --------------------------------------------------------------- | ----------- |
| 1–2    | Nr. der Landeskirche (bspw. Ev.-Luth. Landeskirche Hannovers)   | (muss)      |
| 3–4    | Nr. der nächsten Struktur (bspw. Sprengel Hildesheim-Göttingen) | (kann)      |
| 5–6    | Nr. der nächsten Struktur (bspw. Kirchenkreis Leine-Solling)    | (kann)      |
| 7–8    | Nr. der nächsten Struktur (bspw. Kirchengemeinde)               | (kann)      |
| 9–10   | Nr. der nächsten Struktur (bspw. Pfarrbezirk)                   | (kann)      |
| 11–12  | Nr. der nächsten Struktur                                       | (kann)      |

Aufgrund der verschiedenen Größen der Landeskirche besitzt nicht jede Landeskirche jede Strukturebene.
Die Begrifflichkeiten variieren darüber hinaus, so heißt ein Kirchenkreis anderswo Dekanat.

## Beispiel
Z. B. Ev.-luth. Dreifaltigkeitskirchengemeinde in Hannover:  0801051201.
Dabei bedeuten die Stellen:
- 08 – Landeskirche Hannover
- 01 – Sprengel Hannover
- 05 – Kirchenkreis Stadtkirchenverband Hannover
- 12 – Kirchengemeinde
- 01 – Pfarrbezirk (hier möglw. nicht belegt)

Bei anderen Landeskirchen ist die Struktur eine andere.

## Die Nummern der Landeskirchen
Aufgrund von Fusionen von Landeskirchen in der Vergangenheit ist nicht jede Zahl belegt.
- Nr.	Landeskirche
- 01	Baden
- 02	Bayern
- 03	Berlin-Brandenburg Schlesische Oberlausitz
- 04	Braunschweig
- 05	Bremen
- 06	Anhalt
- 08	Hannover
- 09	Hessen-Nassau
- 10	Kurhessen-Waldeck
- 11	Lippe
- 12	Nordkirche
- 13	Oldenburg
- 14	Reformierte Kirche
- 15	Rheinland
- 16	Pfalz
- 17	Schaumburg-Lippe
- 18	Mecklenburg
- 19	Westfalen
- 20	Württemberg
- 23	Sachsen
- 24	Mitteldeutschland